# آنتوان-دنیس چودت
آنتوان-دنیس چودت (انگلیسی: Antoine-Denis Chaudet; ۳ مارس ۱۷۶۳ – ۱۹ آوریل ۱۸۱۰) مجسمه‌ساز، و نقاش اهل فرانسه بود.

## افتخارات
وی همچنین برندهٔ جوایزی همچون جایزه بزرگ رم شده‌است.